# きらきらひかれ (曲)
『きらきらひかれ』は、チャットモンチーの14枚目のシングル。2012年7月4日にKi/oon Musicから発売された。

## 解説
2012年第4弾シングルで、ASIAN KUNG-FU GENERATIONの後藤正文がプロデューサーを務めている。橋本絵莉子がASIAN KUNG-FU GENERATIONの楽曲「All right part2」にゲスト参加した後、ASIAN KUNG-FU GENERATION側がチャットモンチーのライブツアーに出演するという経過を経て、今回のコラボレーションが実現した。
初回限定盤は紙ジャケット仕様となっている。

## 収録曲
1. きらきらひかれ (2:53)
作詞：福岡晃子 作曲：橋本絵莉子
後藤から「速い曲をやろう」という提案を受けて制作された。メンバー曰く「チャット史上最速の曲」[2]で、BPMは213。
福岡曰く「子供向けの歌謡曲みたいなの」をイメージしたとの事で、歌詞は全て平仮名になっている。
2. カリソメソッド (3:11)
作詞：橋本絵莉子/福岡晃子 作曲：後藤正文
後藤が曲提供し、メンバーが歌詞を共作した楽曲[3]。後藤はボーカルにも参加し、橋本と後藤のデュエット曲となっている[4][5]。
2人体制になって以降のシングルでカップリング曲が収録されるのは本作が初である。

## 楽曲の収録アルバム
- 変身 (#1)
- BEST MONCHY 1 -Listening- (#1)